# Soldo
Soldo là một loại tiền tệ được đúc dưới dạng xu bạc, tồn tại trong thời trung cổ ở Bán đảo Ý, được phát hành lần đầu tiên vào cuối thế kỷ XII tại Milan bởi Hoàng đế Henry VI. Cái tên này bắt nguồn từ đồng xu solidus của người La Mã cổ đại.
Nó nhanh chóng trở nên phổ biến ở Ý, nơi nó được đúc và lưu hành ở Genoa, Bologna và nhiều thành phố khác. Tại Venice, đồng soldo được đúc từ triều đại của Francesco Dandolo trở đi, đồng này vẫn được sử dụng sau khi nền cộng hòa bị giải thể vào năm 1797 và trong thời kỳ Áo chiếm đóng, cho đến năm 1862. Vào thế kỷ XIV ở Florence, một đồng sollo bằng 1⁄20 của 1 lira và 12 denari.
Thời gian trôi qua, đồng seldo bắt đầu được đúc bằng hợp kim bilon và từ thế kỷ XVII được đúc bằng đồng. Trong triều đại Leopoldo II xứ Tuscany (thế kỷ XIX), nó có tỷ giá tương đương với 3 quattrino. Cải cách tiền đúc ở Ý dưới thời Hoàng đế Napoléon (đầu thế kỷ XIX) khiến nó có giá trị bằng 5 xu, trong khi cần 20 soldi mới đổi được một lira.
Thuật ngữ này, được sử dụng trong thời trung cổ để chỉ tiền lương của binh lính, đã trở thành từ đồng nghĩa của nó trong cả tiếng Ý và tiếng Đức (như "Đã bán" (Sold)).